# Геронтий (Рязанов)

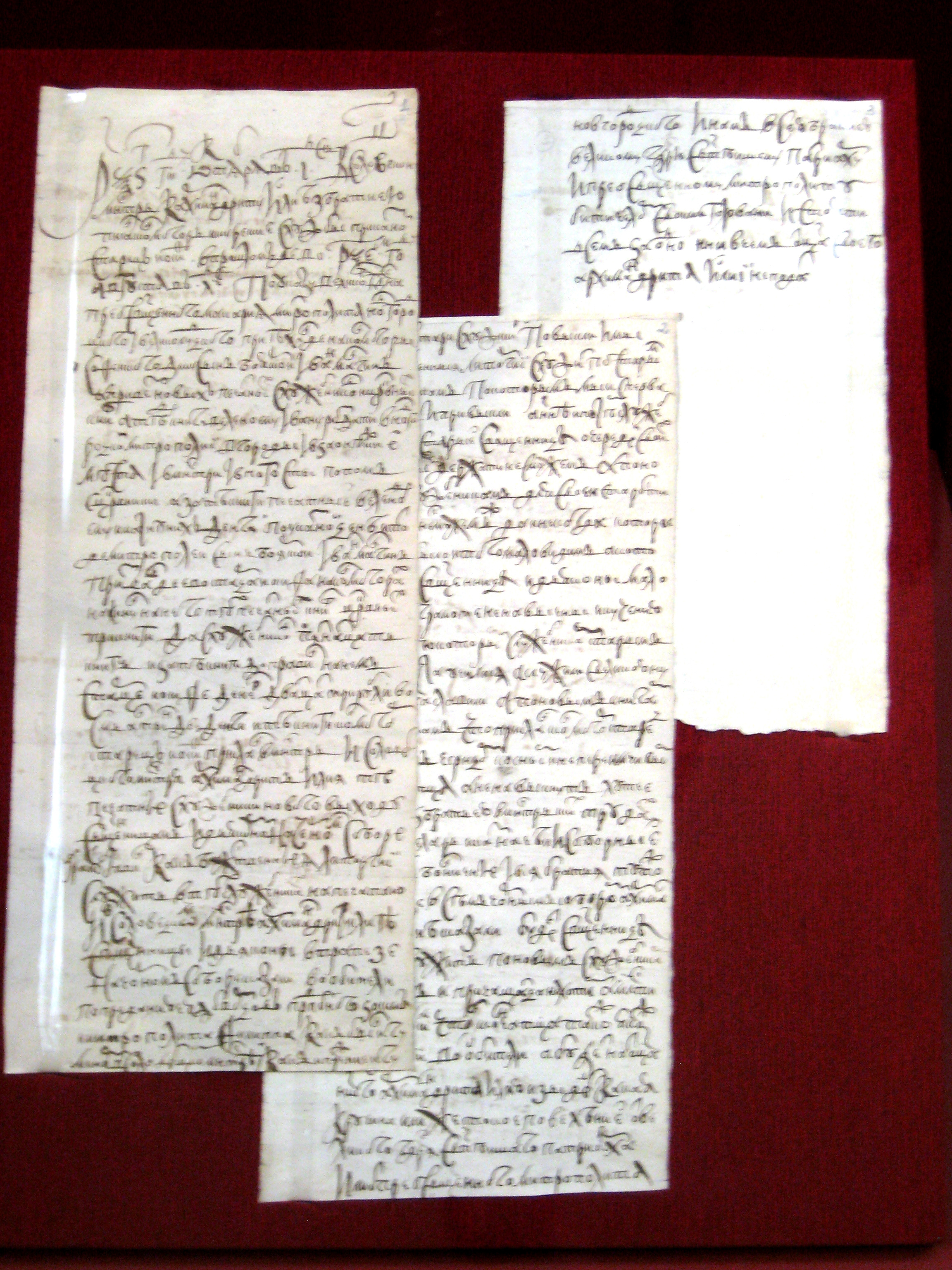
Соборный приговор соловецких иноков о неприятии новопечатных книг

Геро́нтий (в миру Григорий Иванович Рязанов; неизв., Чебоксары, Казанское царство, Русское царство — после 1674 или 1676, Соловецкий монастырь) — монах, церковный писатель XVII века, идеолог Соловецкого восстания.

## Биография
Родился в семье подьячего города Чебоксары. Образование получил в домашних условиях.
С 1640-х годов в Соловецком мужском монастыре. В 1650 году принял постриг с именем Геронтия.
В 1660 году получил священнический сан, затем должность уставщика.
К 1668 году стал казначеем обители.
Не принял церковной реформы патриарха Никона. Автор всех соловецких челобитных, отправленных русскому царю Алексею Михайловичу. Пятая челобитная в литературе принимается в качестве богословского трактата, многими авторами воспринимается как «подлинный манифест борцов за старую веру». Манифест послужил поводом для присылки на Соловки царских войск и начала так называемого «Соловецкого сидения», которое длилось 8 лет.